# سنگ سکندری

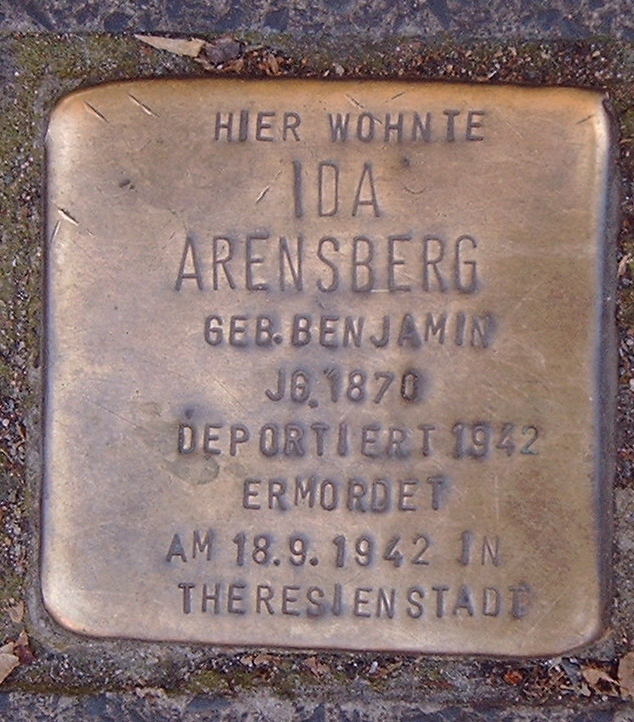
سنگ سکندری در بن: «ایدا آرنسبرگ در اینجا زندگی می‌کرد. نی بنیامین *۱۸۷۰ – تبعیدشده در ۱۹۴۲. قتل در گتوی ترزینشتات در ۱۸٫۹٫۱۹۴۲»

سَنگِ سِکَندَری یا اشتولپِراشتاین (به آلمانی: Stolperstein) یک پلاک برنجی مربع‌شکل به ابعاد ده-سانتیمتر (۳٫۹-اینچ) است که نام و مشخصات قربانیان نازی‌ها روی آن نوشته شده‌است و در پیاده‌روی محل زندگی یا کار قربانیان نصب می‌شود.
این پروژه برای نخستین بار در سال ۱۹۹۲ توسط گونتر دمینگ آغاز شد، و هدف از آن، گرامی‌داشت یادِ قربانیان اقدامات نازی‌ها بود. «قربانیان» شامل کسانی می‌شود که در دورهٔ نازی‌ها به قتل رسیدند، زخمی شدند، مجبور به خودکشی شدند، از موطن خود تبعید شدند، یا کشورشان را ترک کردند.
تا دسامبر ۲۰۱۹ میلادی، ۷۵٬۰۰۰ سنگ سکندری در سراسر اروپا نصب شده‌بود، که این پروژه را به بزرگ‌ترین یادبود غیرمتمرکز جهان تبدیل کرده‌است.

## مکان‌ها

نقشهٔ کشورهایی که در آنها سنگ سکندری نصب شده‌است

سنگ‌های سکندری همیشه در جلوی آخرین مکانی که قربانی آزادانه آنجا را انتخاب کرده بود نصب می‌شوند. مهم‌ترین منبع برای انتخاب مکان‌های بالقوه، «فهرست یهودی» Judenkartei سرشماری ۱۹۳۹ آلمان است که در ۱۷ مه ۱۹۳۹ انجام شد. در مواردی که محل مورد نظر در طول جنگ جهانی دوم یا بازسازی‌های بعد از آن تخریب شده باشد، سنگ‌های سکندری در نزدیک‌ترین محل ممکن نصب می‌شود.
تا پایان سال ۲۰۱۶، حدود ۶۰٬۰۰۰ پلاک در ۱٬۲۰۰ شهر و روستا در سراسر اروپا نصب شده‌بود:
- آلمان (از ۱۹۹۲)
- اتریش (از ۱۹۹۷)
- هلند و مجارستان (از ۲۰۰۷)
- لهستان و جمهوری چک (از ۲۰۰۸)
- بلژیک و اوکراین (از ۲۰۰۹)
- ایتالیا (از ۲۰۱۰)
- نروژ (از ۲۰۱۱)
- اسلواکی و اسلوونی (از ۲۰۱۲)
- فرانسه، کرواسی، لوکزامبورگ، روسیه و سوئیس (از ۲۰۱۳)
- رومانی (از ۲۰۱۴)
- یونان و اسپانیا[۸] (از ۲۰۱۵)
- بلاروس (از ۲۰۱۴)
- لیتوانی (از ۲۰۱۶).
- فنلاند (از ۲۰۱۸)[۹]
- مولداوی (از ۲۰۱۸)[۱۰]
- دانمارک و سوئد (از ۲۰۱۹)
- صربستان (از ۲۰۲۱)